# Coursac
Coursac (tiếng Occitan là Corsac) là một xã, nằm ở Dordogne trong vùng Aquitaine của Pháp.

## Thông tin nhân khẩu
| Năm    | 1962 | 1968 | 1975 | 1982 | 1990  | 1999  | 2005  |
| ------ | ---- | ---- | ---- | ---- | ----- | ----- | ----- |
| Dân số | 509  | 496  | 549  | 877  | 1 175 | 1 345 | 1 534 |